# Snilovská dolina

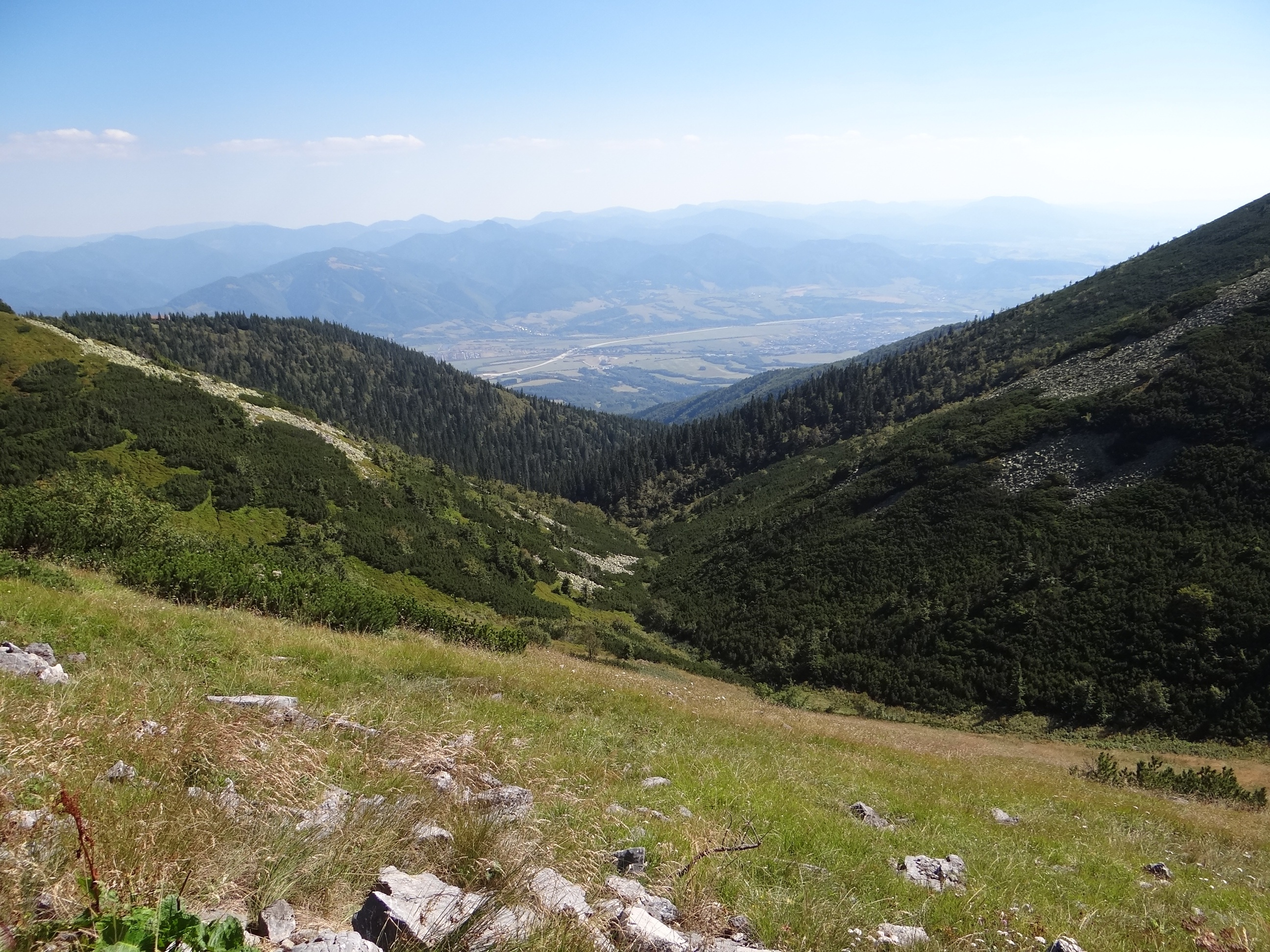
Snolivská dolina. W głębi Kotlina Turczańska i Wielka Fatra

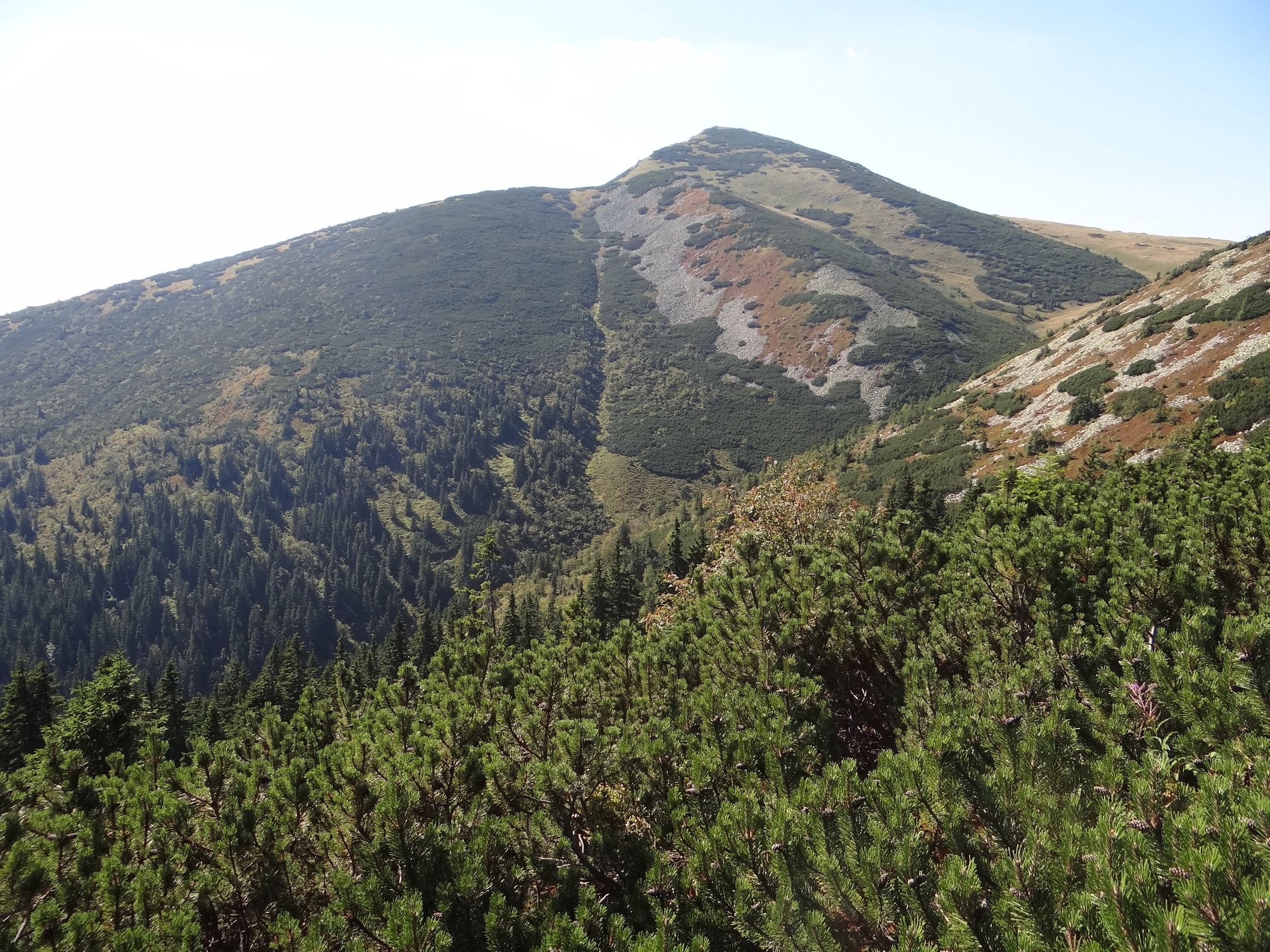
Najwyższa część doliny i Wielki Krywań

Snilovská doliná – dolina w paśmie górskim Mała Fatra na Słowacji. Słowacka mapa podaje nazwę Révaiovská dolina.
Snilovská dolina opada spod przełęczy Snilovské sedlo (1524 m) znajdującej się w głównej grani Krywańskiej Fatry w południowym kierunku, do Kotliny Turczańskiej. Orograficznie prawe zbocza doliny tworzy południowy grzbiet  Wielkiego Krywania (1709 m), lewe południowy grzbiet  Chleba (1648 m), w dole zakończony wzniesieniem Hlásna skala (680 m). W górnej części grzbietu Chleba znajduje się schronisko turystyczne  Chata pod Chlebom. Dnem doliny spływa Snilovský potok, w Kotlinie Turczańskiej uchodzący do Wagu, jako jego prawy dopływ. Tylko najwyższa część doliny (pod przełęczą Snilovské sedlo) jest bezleśna: kamienista, trawiasta lub porośnięta kosodrzewiną, cała pozostała część doliny jest zalesiona. 
Snilovská dolina ma wylot na wysokości około 400 m w osadzie Trusalová, różnica wysokości między jej wylotem a najwyższym punktem w otoczeniu doliny (szczyt Wielkiego Krywania) wynosi więc ok. 1310 m. Doliną prowadzi znakowany szlak turystyczny, będący najkrótszym podejściem z południowej strony na główną grań Małej Fatry.

## Szlak turystyczny
Šútovo (stacja kolejowa) – Hlásna skala – Chata pod Chlebom – Snilovské sedlo. 3. 35 h